# 宝尋常高等小学校
宝尋常高等小学校（たからじんじょうこうとうしょうがっこう）とは、北海道函館市にかつてあった公立小学校である。

## 概要
北海道開拓初期に設置された近代教育機関の一つである。函館の中心からやや離れていたことで火災の影響が少なく、規模も大きかったため、函館の学校教育の要となり、20世紀初頭には全国的な有名校となった。

### 沿革
特記なきものは『函館教育年表』による。
- 1878年（明治11年） - 公立宝学校として設立。6月13日布達、7月10日開業式。
- 1883年（明治16年） - 明治13年教育令の施行にともない公立宝小学校と改称、初等・中等・高等の全科併設校となる。[4]
- 1887年（明治20年）7月1日 - 公立弥生小学校宝分校となる。[注釈 1]
- 1890年（明治23年）1月 - 公立宝小学校として独立。
- 1895年（明治28年）4月 - 明治23年小学校令の施行により公立宝尋常高等小学校に改称。[注釈 2]
- 1897年（明治30年）10月2日 - 校舎改築竣工。
- 1903年（明治36年）6月9日 - 2部教授の認可。
- 1905年（明治38年）7月1日 - 公立宝補習夜学校を附置。
- 1907年（明治40年）8月25日 - 大火により校舎焼失。東川尋常小学校へ収容。
- 1908年（明治41年）9月1日 - 新築校舎落成。（2月11日より一部校舎落成により移転、4月1日に補習夜学校を再開）
- 1909年（明治42年）7月13日 - 屋内運動場落成。
- 1911年（明治44年）3月23日 - 補習夜学校を閉鎖。
- 1926年（大正15年）7月1日 - 函館市立宝青年訓練所を開設（校舎焼失中の1935年に青年学校へ改組）
- 1932年（昭和7年） - 欠食児童へ弁当が配給されるようになる（函館共働宿泊所[注釈 3]請負）[9]。
- 1934年（昭和9年）3月21日 - 函館大火により校舎焼失。弥生女子尋常小学校へ収容。
- 1936年（昭和11年）1月9日 - 住吉尋常小学校（1月11日に青柳尋常小学校に改称）へ収容替え。9月9日に統合新校舎へ移転。
- 1937年（昭和12年）3月31日 - 高等科を廃止し、公立第二東川尋常小学校とともに新設の公立東川尋常小学校に統合される。[注釈 4]

## 所在地
北海道函館市宝町33（現在の豊川町3から宝来町34にかけて）
函館市女性センター（東川町11-12）の敷地に校章校歌が刻まれた跡地の碑があるが、実際の跡地は道路を挟んで向かい側である。

## 関係者

### 出身者
- 木戸新太郎 - タップダンサー、コメディアン、俳優[10]
- 神彰 - 興行師、事業家[11]
- 梁川剛一 - 画家、彫刻家[12]

### 教職員
- 長尾含 - 校長（1894年-1915年、奏任待遇）[2][13]
- 石川節子 - 代用教員（1908年-1909年）。石川啄木の妻で、啄木二度目の上京の際、函館に残って当校で代用教員をしていた[14]。